# Boule de feu des Nâgas

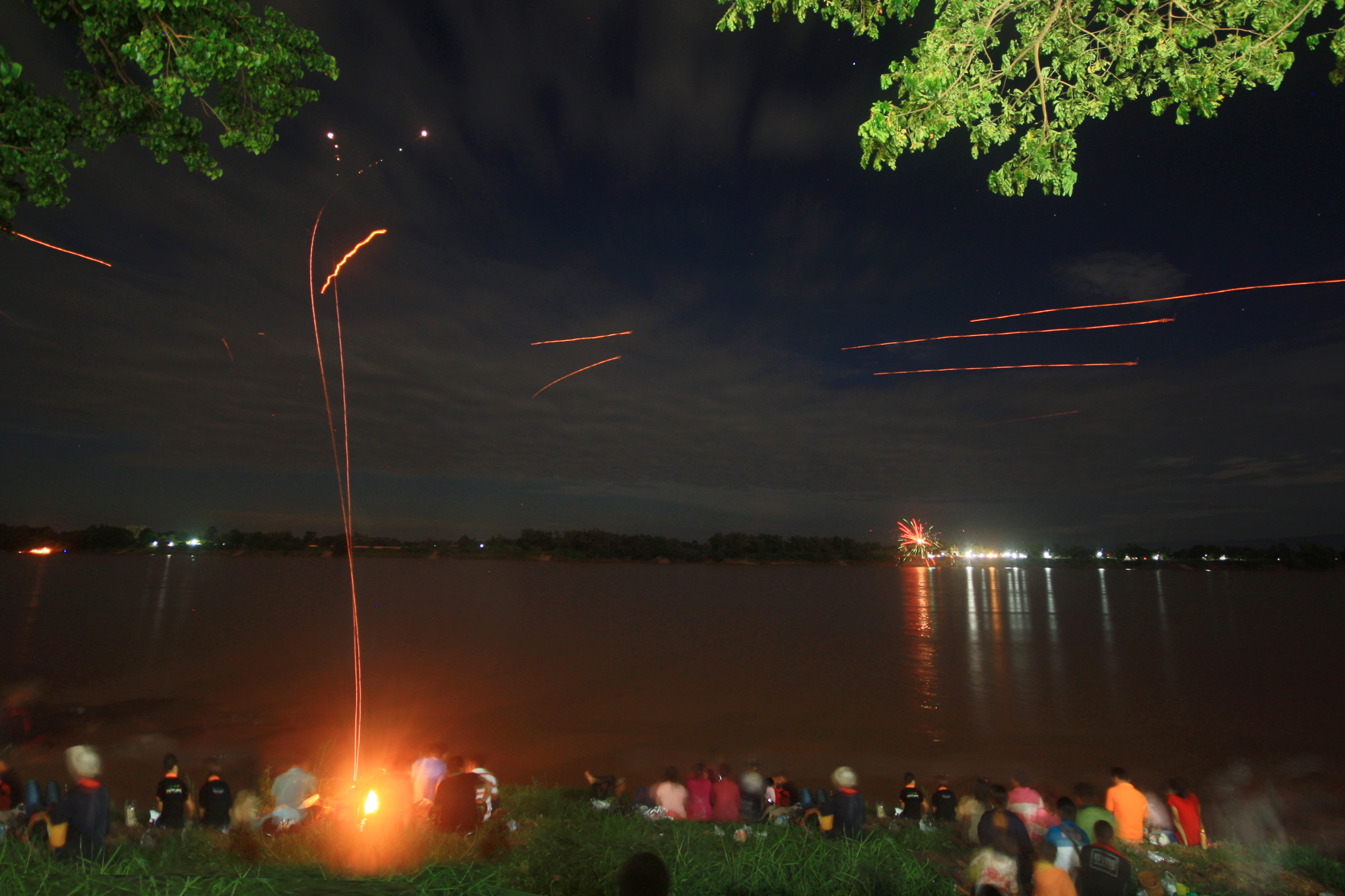
Traces de deux boules de feu des Nâgas (à gauche) montant verticalement dans le ciel avant d'exploxer près du haut de la photo. Les autres traces sont des lanternes célestes ou des feux d'artifice.

Les boules de feu des Nâgas (en Thaï บั้งไฟพญานาค - bang faï paya nak) est un phénomène paranormal qui pourrait être observé à la saison des pluies sur le fleuve Mékong, dans la province thaïlandaise de Nong Khai, frontalière avec le Laos. Il s'agirait de boules de lumières, de la taille d'un gros œuf, qui surgissent du fleuve et s'élèvent dans les airs. 
Ce phénomène se déroulerait assez régulièrement au mois d'octobre et donne lieu à un festival touristique et religieux couplé à la fête bouddhique de fin du carême Wan  (วาน) Ok (ออก) Phansa (พรรษา ). Suivant les jours, de dix à plusieurs centaines de boules sont observées, mais pourraient être l'objet de tirs de balles traçantes. La tradition bouddhique les attribue au grand serpent Nâga qui vivrait dans le fleuve.

## Description du phénomène
C'est au mois d'octobre que le phénomène est observé, sur environ 300 kilomètres du cours du Mékong dans le nord-est de la Thaïlande, mais aussi dans des rivières ou des lacs de la région, d'une façon aléatoire. Des petites sphères lumineuses orangées s'élèvent de la surface des eaux en silence et montent vers le ciel assez rapidement. Ce phénomène est devenu plus populaire depuis qu'une émission de la télévision thaïe en 2002 avait émis l'hypothèse de tirs de balles traçantes de l'armée laotienne et avait créée une polémique. La même année, le cinéaste thaïlandais Jira Maligool réalise une comédie dramatique Mekong full-moon party qui utilise le thème des boules de feu des Nâgas.

## Explication mythologique
Dans la tradition bouddhique, le Nâga, d'origine hindouiste, est une créature du monde souterrain et des eaux représenté sous la forme d'un grand serpent. Il apparaît dans la légende de Bouddha qu'il protège de la pluie et de la montée des eaux lors d'un violent orage déclenché par le démon Māra. Dans le cas présent, il remonte du fond du fleuve à chaque commémoration du Wan Ok Pansa et envoie des boules de lumière en hommage à Bouddha.

## Tentatives d'explications rationnelles
Aucune étude complète n'a encore été faite. Des hypothèses, émise par un chercheur thaï, évoquent la fermentation de sédiments qui formeraient des poches de gaz remontant à la surface et s'enflammant grâce aux conditions particulières des soirées de cette période de la saison des pluies (feux follets). Cependant, les raisons de la reproduction régulière et sur une durée très limitée dans l'année de ce phénomène restent conjecturales.